# Mistrovství Evropy v zápasu řecko-římském 2013
Mistrovství Evropy v zápasu řecko-římském se konalo v Tbilisi, Gruzie ve dnech 19.-24. března 2013.

## Česká stopa
podrobně zde
- -60 kg - Michal Novák (Jiskra Havlíčkův Brod), vypadl v prvním zápase s Němcem Weissem
- -66 kg - Filip Dubský (Sokol Plzeň 1), vypadl v prvním zápase s později bronzovým Francouzem Margaryanem
- -74 kg - Petr Novák (Jiskra Havlíčkův Brod), vypadl v prvním zápase s později bronzovým Bulharem Janakievem
- -84 kg - Artur Omarov (Czech Wrestling Chomutov), vypadl v prvním zápase s Bulharem Marinovem
- -120 kg - David Vála (Olymp Praha), vypadl v prvním zápase s později bronzovým Arménem Jegijazarjanem

## Výsledky
| Kategorie | Zlato                  | Stříbro                  | Bronz                      | Bronz                  |
| --------- | ---------------------- | ------------------------ | -------------------------- | ---------------------- |
| -55 kg    | Elbek Todžijev (BLR)   | Elčin Alijev (AZE)       | Bekchan Mankijev (RUS)     | Fatih Üçüncü (TUR)     |
| -60 kg    | Ivo Angelov (BUL)      | Ivan Kujlakov (RUS)      | Kamran Mammadov (AZE)      | István Lévai (SVK)     |
| -66 kg    | Tamás Lőrincz (HUN)    | Adam Kurak (RUS)         | Artak Margarjan (FRA)      | Hasan Alijev (AZE)     |
| -74 kg    | Roman Vlasov (RUS)     | Zurab Datunašvili (GEO)  | Božo Starčević (CRO)       | Javor Janakiev (BUL)   |
| -84 kg    | Alexej Mišin (RUS)     | Vladimer Gegešidze (GEO) | Artur Ša'injan (ARM)       | Nenad Žugaj (CRO)      |
| -96 kg    | Artur Aleksanjan (ARM) | Vladislav Metodiev (BUL) | Mélonin Noumonvi (FRA)     | Cenk İldem (TUR)       |
| -120 kg   | Rıza Kaya'alp (TUR)    | Jevgenij Orlov (UKR)     | Vačagan Jegijazarjan (ARM) | Guram Perselidze (GEO) |